# جنيفر غاي
جنيفر غاي (بالإنجليزية: Jennifer Gay)‏ هي مذيعة ‏ بريطانية، ولدت في 22 سبتمبر 1935.